# Controvérsia sobre minaretes na Suíça

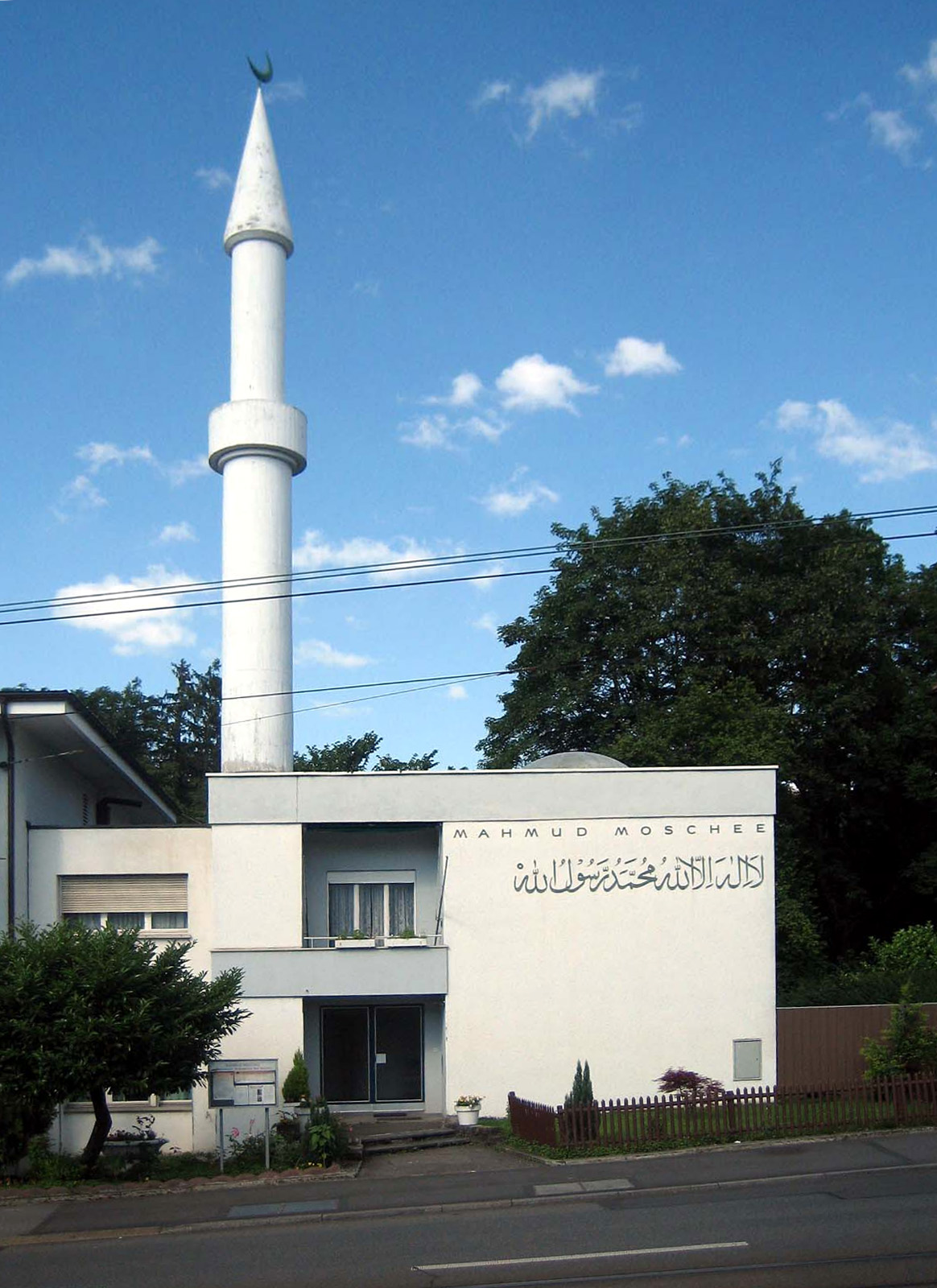
Mesquita Mahmud em Zurique

O referendo sobre minaretes na Suíça teve início com as discussões sobre a construção de minaretes nas localidades suíças de Wangen bei Olten, Langenthal BE e Wil, e culminou na proposta de iniciativa política de proibir legalmente a construção de minaretes. Para muitos estas tendências políticas demonstrariam uma islamofobia crescente.

## Contexto
Na Suíça vivem por volta de 350 mil muçulmanos (5% da população), e o país conta com aproximadamente 160 mesquitas ou espaços de oração em armazéns, garagens e centros culturais, denominadas mesquitas interiores sem minaretes. (Em condições similares se reúnem para professar seus credos 28 mil indianos, 21 mil budistas, 500 sikhs). Até agora só existem duas mesquitas com minarete próprio, a mesquita de Mahmud em Zurique (desde 1963) e a mesquita de Petit-Saconnex em Genebra (desde 1978).

## Histórico
As associações de muçulmanos na comuna de Wangen, próxima de Olten (cantão de Zurique) e o povo de Langenthal queriam construir minaretes nas suas mesquitas. Alguns cidadãos e políticos se sentiam provocados por estes projetos; criaram frentes na contra-mão da construção de minaretes. As insistentes discussões na contra-mão dos projetos de construção de minaretes foram recusadas em base às regras de urbanização. Não obstante, o governo cantonal de Zurique queria examinar uma proibição geral dos minaretes.
A nível nacional, a União Democrática do Centro lançou em 2009 uma iniciativa política para a proibição de minaretes na Suíça; alguns juristas disseram que se esta iniciativa fosse admitida, a Suíça deveria sair da Convenção Europeia dos Direitos Humanos. O debate já não só ocupa aos setores implicados nessas comunidades, senão que degenerou num debate mais amplo. Esta controvérsia já atiçou medos difusos para o desconhecido em algumas partes da população suíça. As vozes, às vezes agressivas, às vezes inseguras e outras vezes, admoestadoras, demonstram claramente que estes temores não só se derivariam da construção de minaretes senão de uma crescente islamofobia.
A 29 de novembro de 2009, por referendo (57%), ficou decidida a proibição de construção de novos minaretes em toda a Suíça.